# Eugenia valvata
Eugenia valvata là một loài thực vật thuộc họ Myrtaceae. Đây là loài đặc hữu của Ecuador.